# Cecil (león)
 Cecil (2002 – 1 de julio de 2015) fue un león (Panthera leo) que vivió en el parque nacional Hwange en Matabelelandia Septentrional, Zimbabue, y que tenía  13 años cuando lo cazaron fuera del parque. Cecil fue atracción del parque, donde era estudiado por la Universidad de Oxford.
Cecil fue herido con arco y flecha por el estadounidense Walter Palmer, bajo la supervisión de Theo Bronkhorst, un zimbabuense, guía profesional de caza. A la mañana siguiente, los cazadores le remataron con una segunda flecha. La BBC reportó erróneamente que fue abatido con rifle. Tras matarlo, se creoó una llamada de atención internacional por los medios que mayoritariamente generaron una respuesta negativa contra Palmer.
El gobierno zimbabuense nunca acusó legalmente a Palmer de crimen alguno, puesto que Palmer poseía «autoridad legal para llevar a cabo la cacería». Zimbabue emite permisos para la caza de entre 42 y 49 leones al año. En EE. UU. tampoco se le acusó de crimen alguno.
El guía zimbabwense de caza, Bronkhurst, fue citado a corte por «fallar en prevenir una caza ilegal»; la Alta Corte de Bulawayo exoneró a Bronkhurst en noviembre del mismo año ya que Bronkhurst no podría haber cometido crimen alguno al poseer Palmer un permiso de caza otorgado por el gobierno.
El zimbabuense propietario de la finca donde ocurrió la caza, Honest Ndlovu, fue acusado de colaborar con la cacería. Una corte le exoneró posteriormente.
En septiembre, a propósito del aniversario del ataque a las torres gemelas en Nueva York, Palmer se mofó de Cecil desde sus redes sociales, como en este tuit: ¿qué es peor #CecilTheLion o el terrorismo de #september11? Después de todo ese león no es gran cosa. Y volvió a hacerlo tras la masacre de los yihadistas en París, perpetrada el 13 de noviembre: La gente esta diciendo que #RBDSmile (etiqueta que alude a su clínica dental) es tan mala como el ISIS. ¿De verdad crees que #CecilTheLion es lo mismo que las muertes humanas? GUAU.